# اسکات فرانکل
اسکات فرانکل (انگلیسی: Scott Frankel؛ زادهٔ ۶ مهٔ ۱۹۶۳) آهنگساز اهل ایالات متحده آمریکا است.